# Cassis cornuta
Cassis cornuta — вид большой морской улитки, хищного морского брюхоногого моллюска семейства шлемовидок лат. Cassidae из рода шишаков лат. Cassis.

## Описание
Длина раковины от 50 мм до 410 мм. Это самая большая из всех шлемовидок. У него очень прочная, тяжелая, круглая раковина с большими роговидными выступами и широким плоским основанием. Раковина сверху бледно-оранжевого цвета, основание ярко-оранжевое, со слабыми белыми и коричневыми отметинами.

## Среда обитания
Эта крупная морская улитка водится на песке и коралловых обломках, часто вокруг рифов.

## Распространение
Этот вид встречается в Красном море, Индийском океане, у южного побережья Африки от северного Квазулу-Натала и от Мозамбика, а также в Тихом океане.

## Значение для человека
Раковина Cassis cornuta является очень популярным предметом коллекционирования. В некоторых местах на улиток охотятся ради мяса и традиционно жарят в раковине на огне. Из-за обоих этих факторов люди являются главным врагом, и этот вид в настоящее время находится в опасности во многих местах. Однако во всем мире не занесен в Красную книгу. Поскольку эта улитка охотится на морскую звезду терновый венец, которые питаются кораллами, в Квинсленде Cassis cornuta находится под строгой охраной.